# Бановци (Ниемци)
Бановци — небольшое село на востоке Хорватии недалеко от сербской границы. К нему ведёт шоссе D46. Село находится в 72 милях от Белграда (Сербия), 98 милях от Сараево (Босния), 155 милях от Загреба (Хорватия) и 160 милях от Будапешта (Венгрия).
Село Бановци имело название Новые Бановци (до 1900 года) и Шидски Бановци между 1910 и 1991. Местное население по-прежнему в большинстве случаев называет село Шидски Бановци (на сербской кириллице: Шидски Бановци).
Большинство из приблизительно 500 человек населения, живущего в Бановци, называют себя православными христианами и сербами.
Основной источник дохода местного населения — сельское хозяйство. Большой проблемой является безработица, которая в свою очередь является следствием войны и нетолерантности большинства — хорватского населения.
В селе находится Сербская Православная церковь Святой Параскевы из Балкан XVIII—XIX века, построенная в стиле барокко. И по сей день в селе можно найти старые дома, построенные в традиционном стиле Паннонской равнины.
В селе родился Народный герой Югославии, участник Народно-освободительной борьбы Слободан Байич. Во время войны Бановци посетил Гарольд Александр, который похвалил местных военных за их боевой дух.

## Примечания

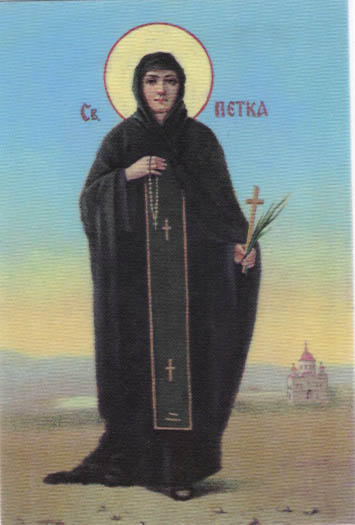
Святая Параскева, покровительница деревни

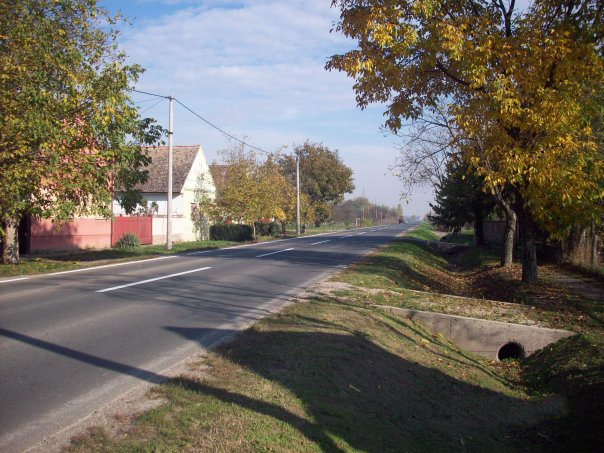
Бановци, главная улица (ул. Маршала Тито)

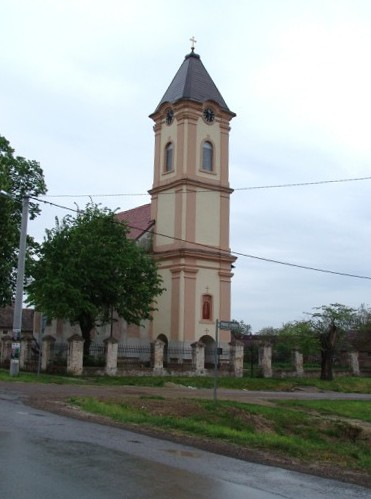
Церковь Святой Параскевы